# Переулок Химиков (Екатеринбург)
Переулок Хи́миков (бывшая Ма́лая Съе́зжая улица) расположен между улицей 8 Марта и Набережной Рабочей молодёжи в Центре Екатеринбурга (Верх-Исетский район), дома № 2, 4 и 5. Протяженность переулка с запада на восток составляет 165 м.

## История и достопримечательности
Переулок (Малая Съезжая улица) появился в пределах Екатеринбургской крепости как естественная граница территории Командирского дома с 1720-х. Малая Съезжая улица стала застраиваться с середины XVIII века (она прослеживается на плане города 1785 года). Застройка улицы была редкой, представлена преимущественно угловыми зданиями. На улицу выходила территория усадьбы дома Горного начальника и северная граница усадьбы Главного лесничего. В советское время на пересечении Малой Съезжей улицы с улицей 8 Марта было выстроено здание института УНИХИМ (д. № 5), что вызвало смену старого названия улицы на современное. В 1959 сдан жилой полнометражный дом № 4 на 40 квартир. На этот же перекрёсток выходит фасад высотного здания «Второго Дома Советов»